# Leucanitis
Leucanitis is een geslacht van vlinders van de familie spinneruilen (Erebidae), uit de onderfamilie Catocalinae.

## Soorten
- L. albofasciata John, 1921
- L. altivaga Alphéraky
- L. austera John, 1921
- L. axuana Püngeler, 1907
- L. chinensis Alphéraky, 1892
- L. christophi Alphéraky, 1895
- L. dispar Köhler, 1979
- L. hyblaeoides Moore, 1878
- L. indecora John, 1910
- L. kabylaria Bang-Haas, 1906
- L. kusnezovi John, 1910
- L. pamira John, 1921
- L. picta Christoph, 1877
- L. rada Boisduval, 1848
- L. sesquistria Eversmann, 1854